# Lunay
Lunay is een gemeente in het Franse departement Loir-et-Cher (regio Centre-Val de Loire). De plaats maakt deel uit van het arrondissement Vendôme. Lunay telde op 1 januari 2022 1.260 inwoners.

## Geografie
De oppervlakte van Lunay bedroeg op 1 januari 2022 38,63 vierkante kilometer; de bevolkingsdichtheid was toen 32,6 inwoners per km².

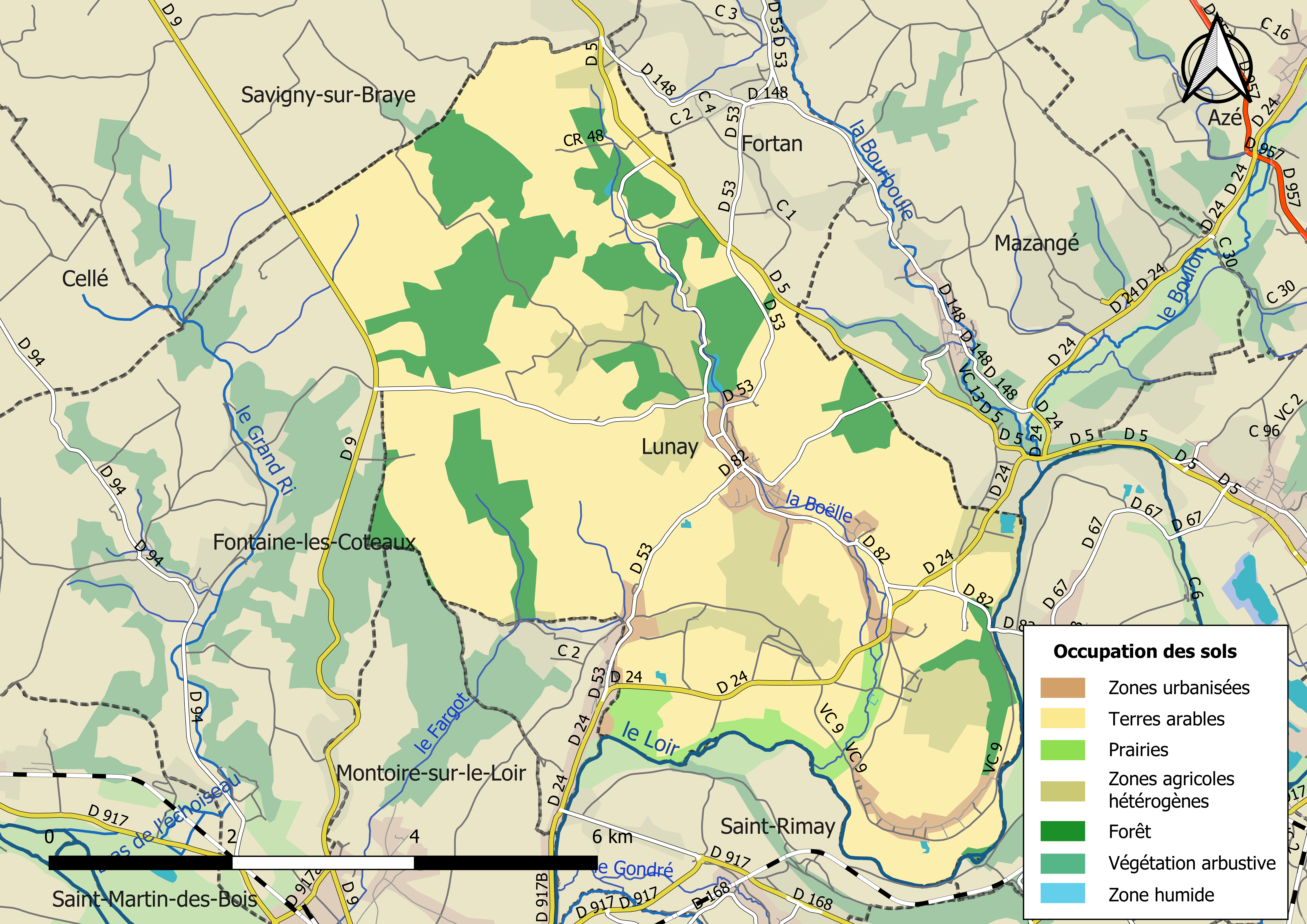
Kaart van de gemeente met de belangrijkste infrastructuur, bodemgebruik en omliggende gemeenten

## Demografie
Onderstaande figuur toont het verloop van het inwonertal (bron: INSEE-tellingen).